# Élisabeth Duparc
Anna Maria Élisabeth Rossa Duparc, lub też Du Parc, przydomek La Francesina, (zm. 1778 w Hammersmith) – francuska malarka i sopranistka, znana z występowania w operach Haendla.

## Życiorys
Wykształcenie wokalne odebrała we Włoszech. W latach 1731 oraz 1734–35 występowała we Florencji, a od 1736 w Londynie, gdzie dołączyła do zespołu Opera of the Nobility. W sezonie 1737/1738 pierwszy raz wystąpiła w operze Haendla, a jej dalsza kariera muzyczna związana była z utworami tego artysty.
Jej prace malarskie wystawiane były w 1763 i (prawdopodobnie) w 1762 przez londyńskie Free Society of Artists.